# Guy Bourdin
Guy Louis Banarès (ur. 2 grudnia 1928, zm. 29 marca 1991 w Paryżu) – francuski fotograf, artysta.
Guy Bourdin urodził się przy Rue Popincourt 7 w Paryżu. W latach 1948–1949 wstąpił do służby wojskowej we Francuskich siłach powietrznych, gdzie uzyskał swoje pierwsze szkolenie fotograficzne. Stacjonował w Dakarze w Senegalu.
W 1950 roku odbyła się pierwsza wystawa jego rysunków i obrazów w Galerii przy Rue de la Bourgogne w Paryżu.

## Kariera
- 1952 – Wystawa fotografii w galerii 29 przy Rue de Seine 29 w Paryżu. Wydany wtedy album zawierał wstęp Man Raya.
- 1953 – Wystawa fotografii pod pseudonimem Edwin Hallan w Galerie Huit przy rue St. Julien-le-Pauvre 8 w Paryżu.
- 1954 – Wystawa rysunków w galerii de Beaune przy rue de Beaune 5 w Paryżu.
  - Wypożycza swoje zdjęcia C.S. Association UK, które są prezentowane w latach 1954–1955 oraz 1956–57 w Whitechapel Art Galery w Londynie.
- 1955 – Pierwsze zdjęcia modowe zostały opublikowane w lutowym numerze francuskiego Voguea.
  - Wystawa rysunków w galerii Amis des Arts przy cours Mirabeau 26 w Paryżu.
  - Grupowa wystawa pt. „Koty” w galerii de Seine przy rue de Seine 24 w Paryżu.
  - Wystawa obrazów w galerii Charpentier w Paryżu.
- 1956 – Wystawa rysunków w galerii de Seine przy rue de Seine 24 w Paryżu.
- 1957 – Wystawa rysunków i obrazów w galerii Petera Deitscha przy 51 East 73rd Street w Nowym Jorku.
  - Użycza zdjęcia do wystawy pt. „Vogue” na Międzynarodowym Biennale Fotografii w Wenecji.
- 1961 – Grupowa wystawa pt. „Le Photographe en face de son métier” w Salon Nationale de la Photographie w Paryżu.
  - Ożenił się z Solange Louise Gèze.
- 1965 – Wystawa rysunków w galerii Jacques Desbrière przy rue Guénégaud 27 w Paryżu.
- 1966 – Prezentuje zdjęcia na wystawie Photokina 66 w Kolonii.
- 1967 – Pierwsza kampania reklamowa butów Charlesa Jourdana.
  - Pierwsza sesja fotograficzna dla Harper’s Bazaar and Photo.
- 1969 – Grupowa wystawa pt. „l’insolite et la mode” w galerii Delpire przy rue de l’Abbaye 13 w Paryżu.
- 1972 – Pierwsze zdjęcia modowe we włoskim Vogue.
- 1973 – Kampania reklamowa dla agencji MAFIA w Paryżu.
- 1974 – Pierwsze zdjęcia modowe w brytyjskim Vogue.
- 1975 – Kampania reklamowa dla Issey Miyake.
- 1976 – Katalog bielizny dla sklepu Bloomingdale’s z Nowego Jorku.
  - Kampanie reklamowe dla Baila od Gianfranca Ferra oraz Complice & Callaghan od Gianni Versace, oraz dla Loewe.
- 1977 – Pierwsze zdjęcia mody dla Vogue Hommes oraz 20 Ans.
  - Grupowa objazdowa wystawa pt. „The History of Fashion Photography” pokazywana między innymi w International Museum of Photography, George Eastman House, Rochester, New York, oraz Muzeum Sztuki Współczesnej w San Francisco.
- 1978 – Kampania reklamowa dla Claude Montana.
  - Prezentuje zdjęcia na wystawie Photokina 78 w Kolonii.
  - Tworzy kalendarze dla Issey Miyake oraz Yashica.
- 1980 – Kalendarz dla Pentaxa.
- 1981 – Kampania reklamowa dla Charles Jourdan.
  - Pierwsza sesja modowa dla Linea Italiana.
- 1982 – Kampanie reklamowe dla Ferré, Lancetti, oraz Roland Pierre.
  - Pokazuje zdjęcia na wystawie pt. „Color as Form” w International Museum of Photography, George Eastman House w Nowym Yorku.
- 1985 – Kampania reklamowa dla Emanuel Ungaro.
  - Odmawia przyjęcia nagrody Grand Prix National de la Photographie rozdawaną przez Francuskie Ministerstwo Kultury.
- 1986 – Prezentuje zdjęcia na wystawie Photokina 86 w Kolonii.
- 1987 – Rozwiązuje kontrakt z francuskim Vogue’iem.
  - Pierwsza sesja modowa dla The Best.
  - Kampania reklamowa dla Révillon, and Chanel.
- 1988 – Otrzymuje nagrodę Infinity od International Center of Photography za zdjęcie z kampanii dla Chanel. Wystawa na Triennale International de la Photographie w Paryżu.